# کاکری
روستای کاکری که هم‌اکنون حدود پانصد خانوار در آن زندگی می‌کنند، در منطقه جنوبی ولایت غور افغانستان به فاصله حدوداً ۱۲۰ کیلومتر از مرکز این ولایت - چغچران - قرار دارد.
این روستا که قبلاً به نام ناوه هندو شهرت داشته، سال‌ها قبل در مدارک رسمی به نام کاکری ثبت شده و سپس مورد پذیرش مردم قرار گرفته است.